# 陈军 (地理信息系统专家)
陈军（1956年10月—），男，安徽霍邱人，中国地理信息系统专家，中国工程院院士，国际欧亚科学院院士，国家基础地理信息中心总工程师。

## 生平
1981年毕业于武汉测绘科技大学（现武汉大学测绘学院），获硕士学位。曾任武汉测绘科技大学测绘遥感国家重点实验室教授和实验室副主任。